# Ingo Kühl

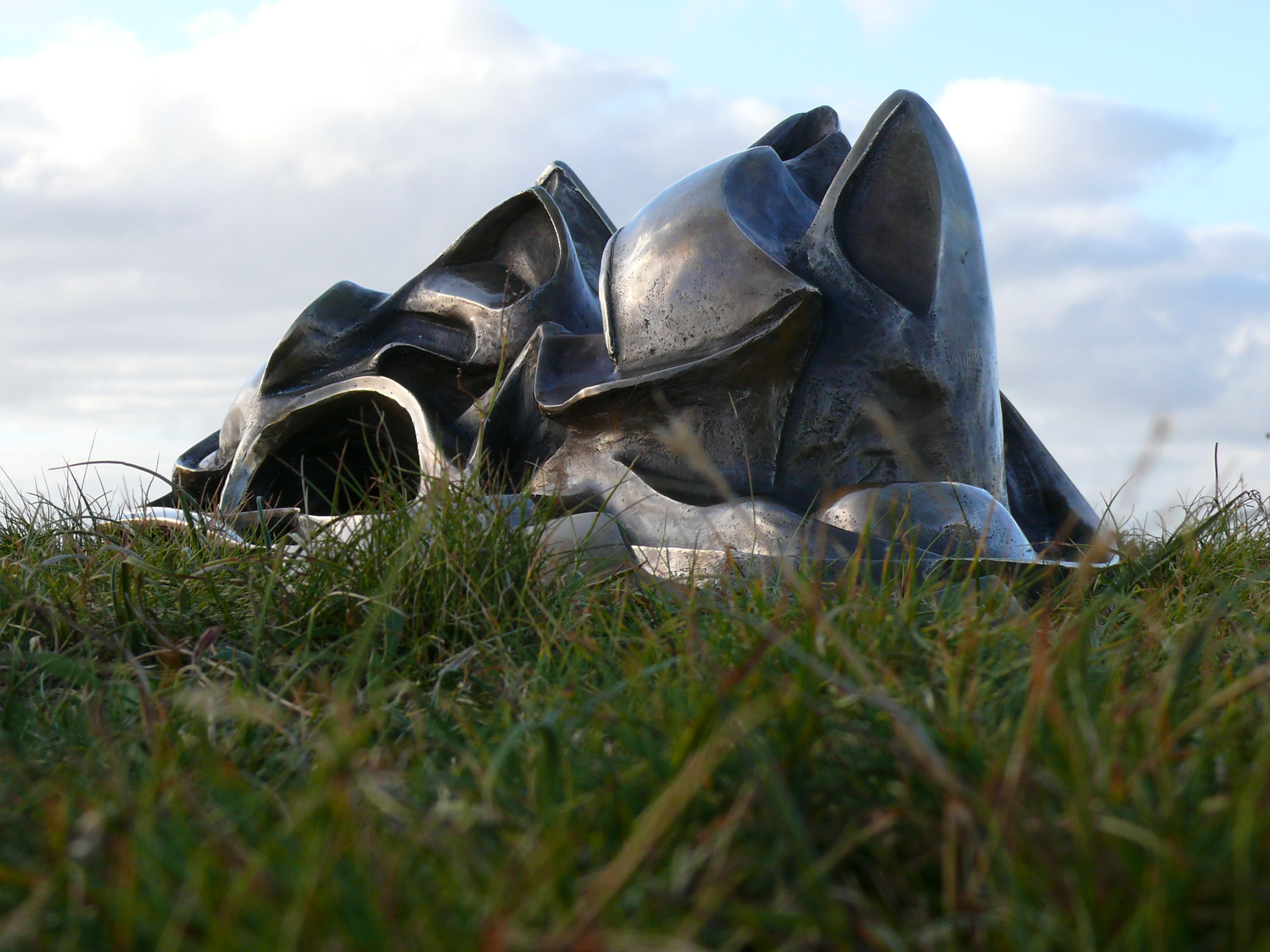
Architektur-Skulptur (Escultura arquitectónica), bronce 69 x 35 x 20 cm, 1988

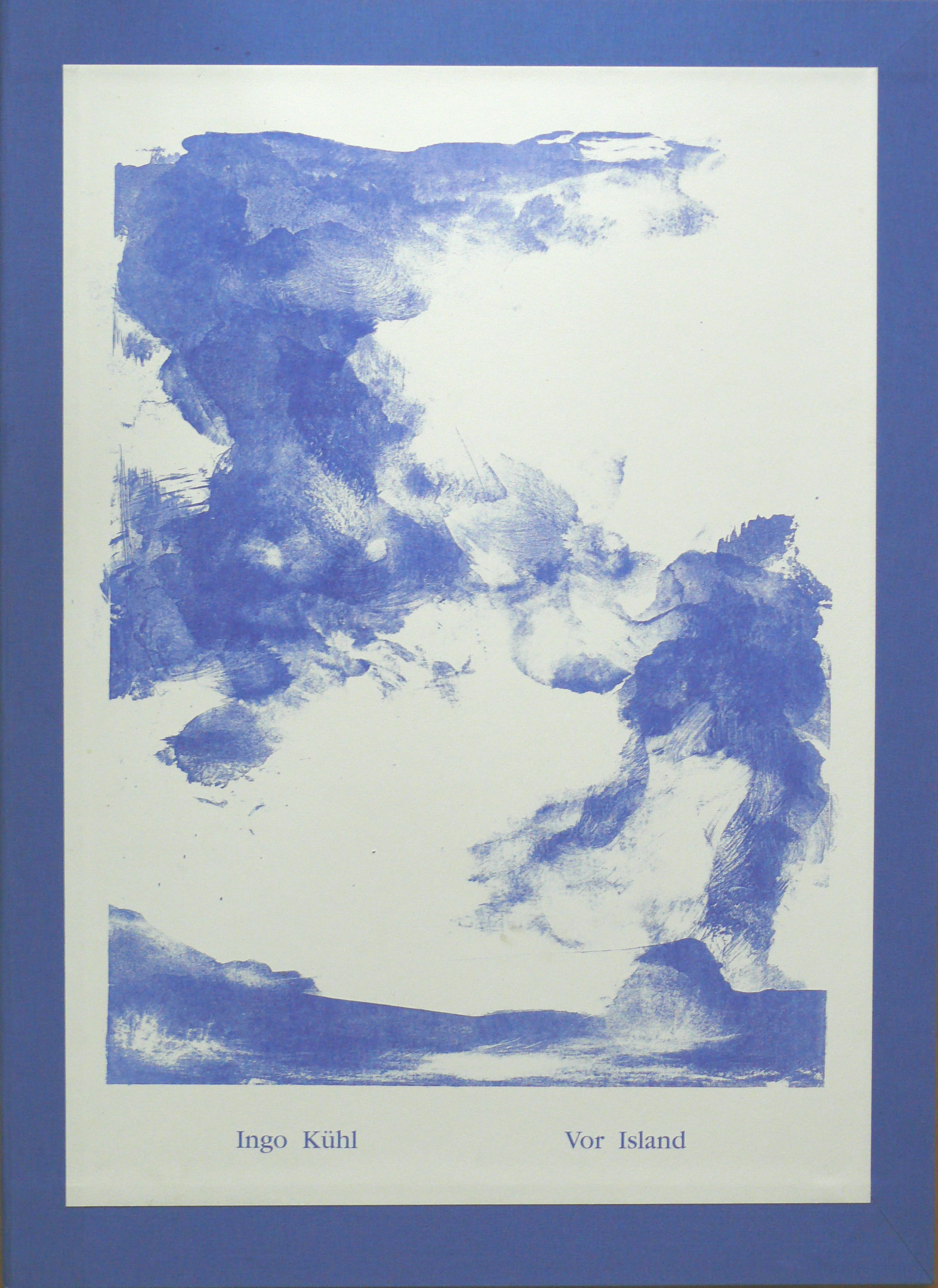
Vor Island (Ante Islandia), la portada del portafolio con 5 litografías en color, 1996

Ingo Kühl (Bovenau, Alemania; 29 de junio de 1953) es un artista plástico, pintor, escultor y arquitecto alemán.

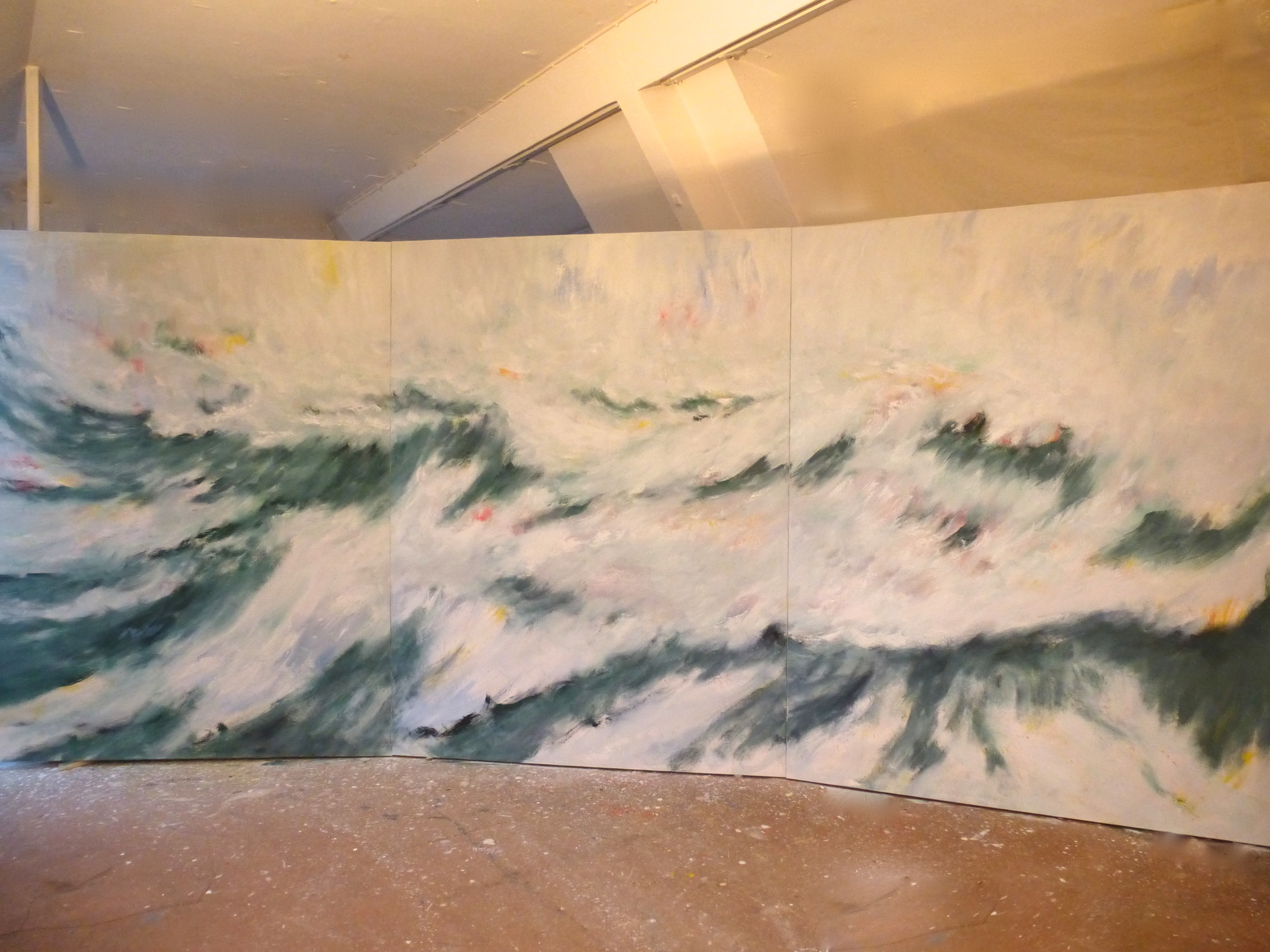
Cuadro al óleo Mar en movimiento en el estudio de Berlín, 2020

## Biografía
Creció en Bovenau, cerca de Kiel, en Schleswig-Holstein, como hijo de un policía. Asistió a la escuela secundaria Theodor-Storm-Realschule en Hanerau-Hademarschen. Después de una formación como carpintero y delineante, estudió arquitectura en la Universidad de Ciencias Aplicadas de Kiel. De 1977 a 1982, estudió arquitectura y bellas artes en la Universidad de las Artes de Berlín, donde el surrealismo influyó en sus dibujos sobre fantasías arquitectónicas. Motivado por un encuentro con el pintor Heinz Trökes en 1979, Kühl se orientó hacia la pintura. Ha emprendido numerosos viajes, entre otros Irán, Israel, Nueva York, Tailandia, Nueva Celandia, Perú, Islandia, Islas Feroe y Islas Lofoten. Vivió durante un año en el Océano Pacífico. Circunnavegó el Cabo de Hornosy viajó a Papúa Nueva Guinea.Vive en Berlín y en Sylt.

## Exposiciones individuales (selección)
- Óleos, Centro Cultural São Lourenço, Almancil, Algarve, 1986.[5]
- A velha ponte de madeira da Quinta do Lago, Almancil, Centro Cultural São Lourenço, 1998.[6]
- Paisagens marinhas, Centro Cultural São Lourenço, Almancil, 2001.[7]
- Sea and Sky, Galeria de Arte Vale do Lobo, Algarve, 2002.[8]
- La Mer, Espace Culturel Français, Port Vila, Vanuatu, 2002.[9]
- Dance – Masks – Ceremonies, Nasonal Miusium blong Vanuatu (Museo nacional de Vanuatu), Port Vila, 2002.[10]
- Südseewellen, Ethnologisches Museum, Berlin-Dahlem, 2004/05.[11]
- Macht der Natur, Museum der Stadt Bad Hersfeld, 2005.[12]
- Paisajes del fin del Mundo, 1. Cooperativa de Arte, Santiago de Chile, 2005.[13]
- Paisajes del fin del Mundo II, Embajada de Chile en Alemania, Berlín 2006.[14]
- In der Nähe des Meeres, Nordfriesland Museum, Nissenhaus, Husum, 2018.[15]
- Ode an das Meer, Stadtgalerie Alte Post, Westerland/ Sylt 2023.[16]

## Participación en Exposiciones (selección)
- Arte Contemporânea – Colecção Marie e Volker Huber, con João Cutileiro, José de Guimarães, Antoni Tàpies, Günter Grass, Wolf Vostell, Rainer Wölzl, Corneille y otros, Convento do Espírito Santo, Loulé, 1989.[17]
- Arte Europeia Contemporânea – Colecção Marie e Volker Huber, con João Cutileiro, José de Guimarães, Günter Grass, Heribert C. Ottersbach, Blek le Rat y otros, Antigo mercado municipal de Portimão, 1993.[18]
- Para / for / für Volker - 36 artistas prestam homenagem a / 36 artists pay their Hommage to / 36 Künstler gedenken Volker Huber’’, con David de Almeida, Manuel Baptista, Norbert Bisky, Günter Grass, José de Guimarães, A. R. Penck, António Costa Pinheiro, Bartolomeu dos Santos y otros, Centro Cultural São Lourenço, Algarve, 2005.[19][20]
- Felsenküste – Azoren’' (Costa rocosa –  Azores), Schleswig-Holsteinisches Landesmuseum, Norddeutsche Galerie / Galeria del Norte de Alemanha, Schloss Gottorf, Schleswig, con casi 150 expositores de la colección del museo desde la Primera Guerra Mundial hasta la actualidad, incluidas obras de Käthe Kollwitz, Emil Nolde, Ernst Barlach, Oskar Kokoschka y los realistas del norte de Alemania, 2018-2023.[21]
- H2O, Galerie Michael W. Schmalfuss, Contemporary Fine Arts, Berlín, 2020/2021.[22]